# Besetzung der Villa Zografou

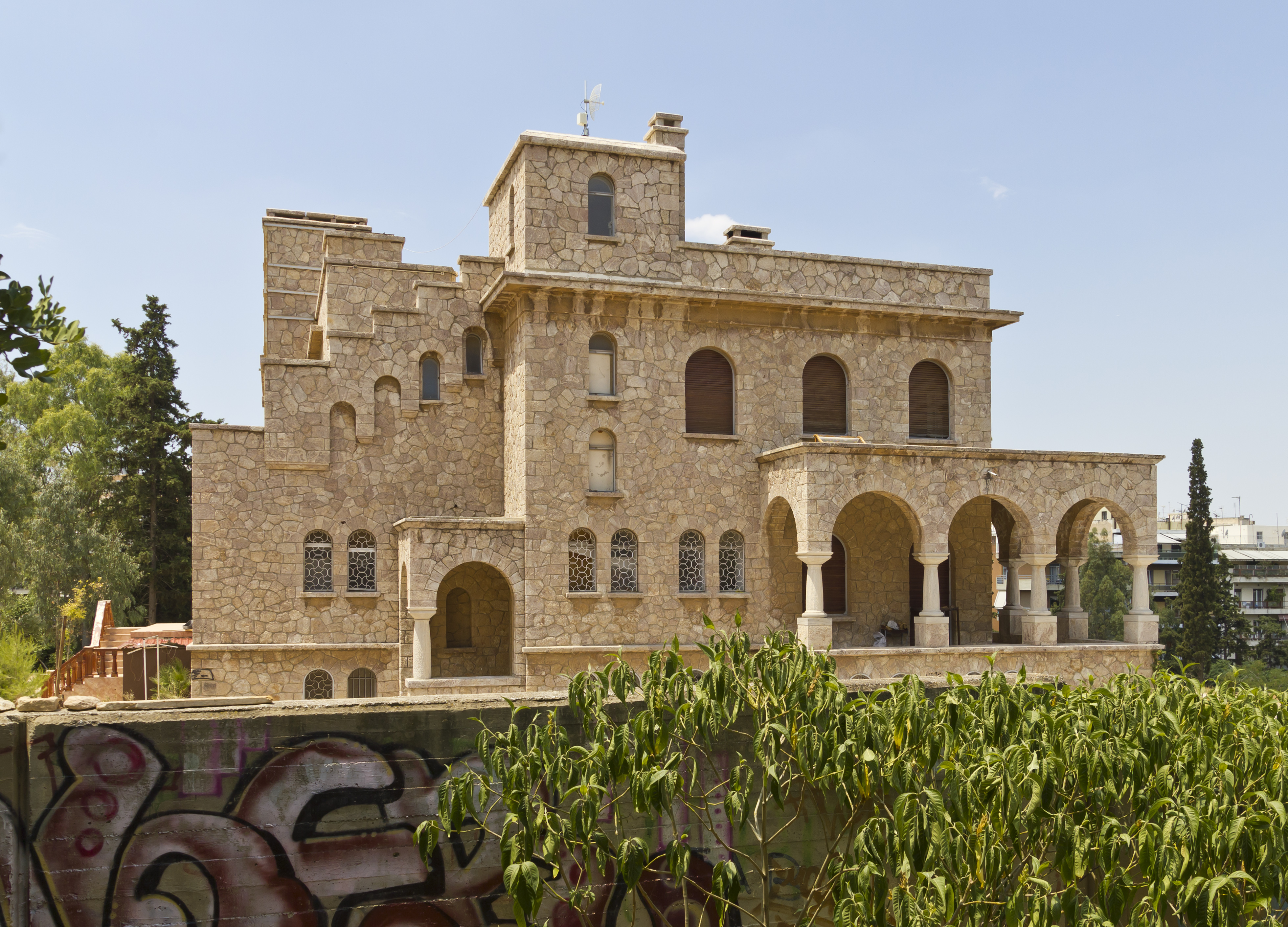
Villa Zografou (2013)

Die Villa Zografou (griechisch Βίλα Ζωγράφου) ist ein im 19. Jahrhundert errichtetes, dreistöckiges Gebäude im Athener Stadtteil Zografos, das nach einer Hausbesetzung als selbstorganisierter sozialer Raum organisiert ist.
Das etwa 5,7 Hektar große, umzäunte Grundstück gehört zu den wenigen freien Flächen in einem der dichtbesiedeltsten Gebiete Europas. Anfang der 2000er Jahre war es als kommunale Grünfläche vorgesehen, auf der nicht gebaut werden sollte. Die Besitzer erhoben Einspruch, um auf dem Grundstück ein Einkaufszentrum bauen zu können, woraufhin die Gemeinde Zografos 2006 die Hälfte kaufte, um die Einflussmöglichkeiten der Kommune auf die weitere Nutzung zu erhöhen. Dafür nahm der damalige Bürgermeister von Zografos, Giannis Kazakos, einen Millionenkredit bei der österreichischen Bank Kommunalkredit International auf, dessen Rechtmäßigkeit später höchst umstritten war. Dass Ministerpräsident Giorgos Andrea Papandreou 2011 einen Teil dieser Schulden ausgleichen musste, um weitere Zahlungen des Internationalen Währungsfonds zu erhalten, führte zu umfangreichen Berichten in der griechischen Presse. Aktivisten forderten die Offenlegung und Überprüfung der Staatsschulden Griechenlands.
Die Villa wurde im Oktober 2011 von einer Versammlung von Bewohnern Zografos’ besetzt. Diese Besetzer kamen überwiegend aus dem anarchistischen oder linksradikalen Milieu, was zu Konflikten mit der Stadtverwaltung führte. Die Besetzer verwandelten das Gebäude ein kulturelles Zentrum, mit Konzerten, Kino, Workshops, politischen Veranstaltungen, Kita und Gemüsegärten. Damit wurde die Villa Zografou über die Grenzen von Zografou hinaus bekannt, an Wochenenden kamen regelmäßig mehrere hundert Besucher aus allen Teilen Athens.
Zwischen den Besetzern und der Stadtverwaltung konnte keine Einigung über eine Nutzung getroffen werden, worauf hin die Stadt das Gebäude am 13. März 2017 gewaltsam von der Polizei räumen ließ und das gesamte Gelände abriegelte. Da dies unter der neu gewählten linken SYRIZA Regierung geschah, sorgte die Räumung international für Aufmerksamkeit und Irritation bei vielen Wählern. In der Nacht darauf zog eine Demonstration mit über 3000 Teilnehmern durch Zografou und richtete erheblichen Sachschaden in der Hauptgeschäftsstraße an. In den Monaten danach wurde es ruhig um die Villa Zografou, die Stadt kündigte an ein „Kulturzentrum für alle Bürger“ schaffen zu wollen. Entgegen der Versprechungen ist jedoch bis heute nicht viel passiert, lediglich in den Sommermonaten veranstaltet die Stadt einige Konzerte, die überwiegend von bürgerlichen Publikum besucht werden. Nach der Räumung hat das Fehlen eines selbstverwalteten Raumes für junge Leute das Image von Zografou als Wohnort verschlechtert und in den Straßen um die Villa mussten einige Bars und Cafés wegen ausbleibender Kundschaft schließen.